# Leverburgh
Leverburgh, ursprünglich Obbe, schottisch-gälisch An t-Ob, ist eine Ortschaft auf der schottischen Hebrideninsel Lewis and Harris.

## Beschreibung
Leverburgh liegt auf Harris, dem Südteil der Doppelinsel, in der Region South Harris. An der A859 an der Westküste der Insel an der geschützten Bucht The Obbe gelegen, sind die nächstgelegenen Ortschaften der 1,5 Kilometer südlich gelegene Weiler Carminish und das 2,5 Kilometer nordwestlich gelegene Northton. Tarbert, der Hauptort von Harris, befindet sich etwa 19 Kilometer nordöstlich. Rodel, die südlichste Ortschaft der Insel, liegt 4,5 Kilometer südöstlich. Östlich erhebt sich der 460 Meter hohe Roneval.

## Geschichte
Bei Obbe handelte es sich ursprünglich um eine Crofter-Siedlung. Nachdem der Industrielle William Lever, 1. Viscount Leverhulme Harris 1919 erworben hatte, plante er die günstige Lage der Ortschaft zu ihrer Entwicklung als Fischereihafen zu nutzen. Über die in diesem Zuge gegründete Ladenkette Mac Fisheries plante er einen landesweiten Absatz der Produkte. Seine Vision umfasste die Schaffung von 10.000 Arbeitsplätzen in der Fischerei und der Fischverarbeitung am Standort. 1920 wurde die Ortschaft offiziell nach Lever in Leverburgh umbenannt. Lever ließ neue Straßen anlegen, Gebäude errichten und investierte in den Bau eines Hafens am Südrand außerhalb der Bucht. Mit dem Ableben Levers 1925 wurden die Pläne nicht fortgeführt. CalMac nutzt den errichteten Pier für seine Fähre nach Berneray. 1920 ließ Lever im Ort einen Wasserturm und einen Wasserspeicher zur Versorgung errichten. Beide Bauwerke sind heute denkmalgeschützt.